# 저온생물학
저온생물학(低溫生物學, cryobiology)는 아주 낮은 온도에서의 생물체의 생명 현상을 연구하는 생물학이다. 생물의 정자나 혈액의 보존에 주로 이용된다. 최근에는 생물체 자체를 냉동시키는 분야도 연구되고 있다. 현재 인간의 경우 살아있는 인간을 10°C의 온도에서 90분간 냉동시킨 것이 최고 기록이다.